# FIL-Sommerrodel-Cup 2017
Der FIL-Sommerrodel-Cup 2017 war die 25. Auflage des von der Fédération Internationale de Luge de Course veranstalteten Sommerrodel-Cups, der am 1. und 2. September 2017 auf der Rennschlittenbahn „Wolfram Fiedler“ in Ilmenau ausgetragen wurde. Es fanden Wettbewerbe in den Altersklassen Elite/Junioren und Jugend A statt, die jeweils in drei Läufen entschieden wurden. Es siegten Andi Langenhan und Dajana Eitberger in der Altersklasse Elite/Junioren sowie Tomáš Vaverčák und Vanessa Schneider in der Altersklasse Jugend A.

## Titelverteidiger
Beim FIL-Sommerrodel-Cup im September 2016 siegten Andi Langenhan und Dajana Eitberger in der Altersklasse Elite/Junioren sowie Jakob Jannusch und Vanessa Schneider in der Altersklasse Jugend A. Jannusch trat nicht zur Titelverteidigung an.

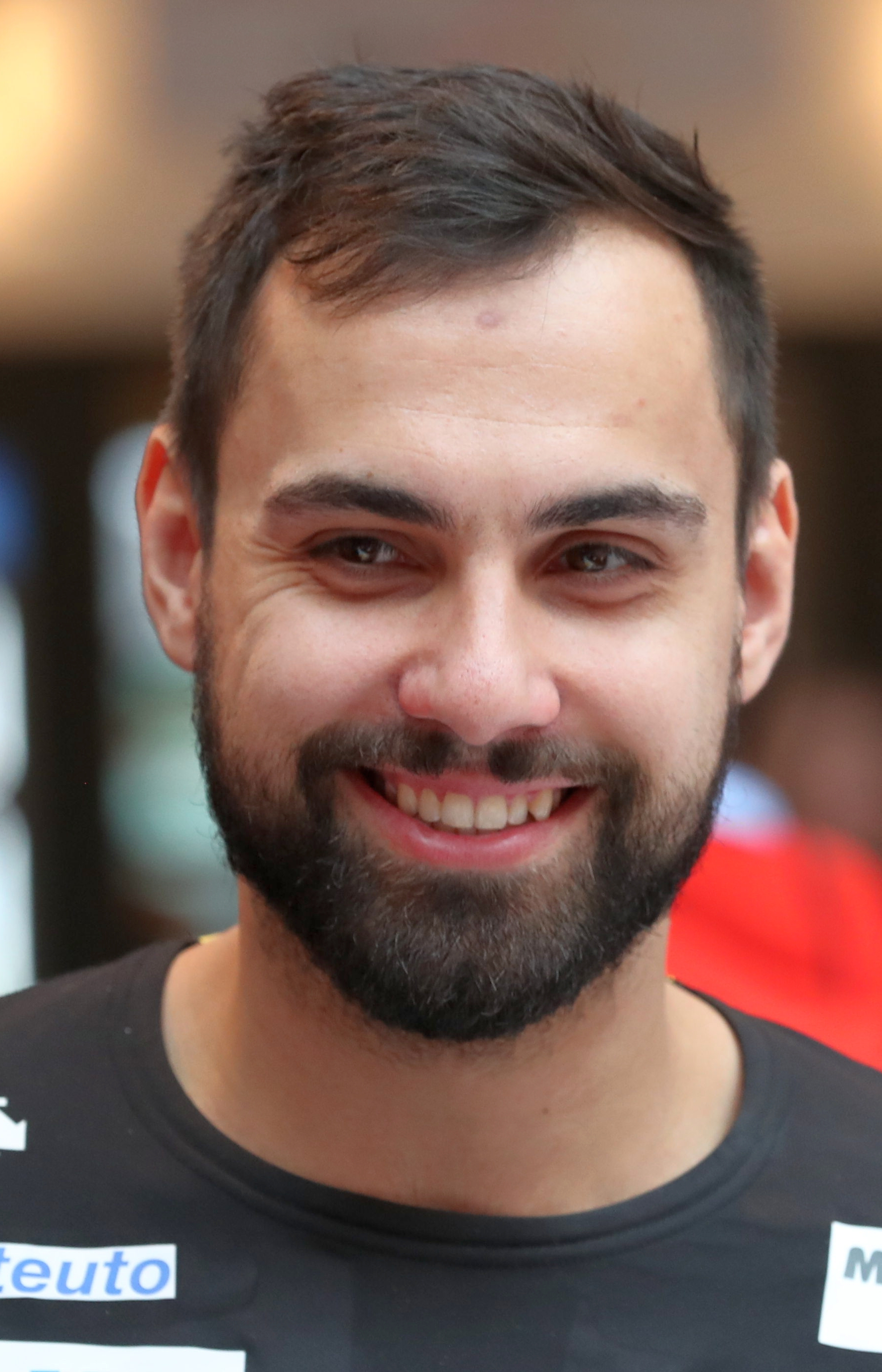
Andi Langenhan
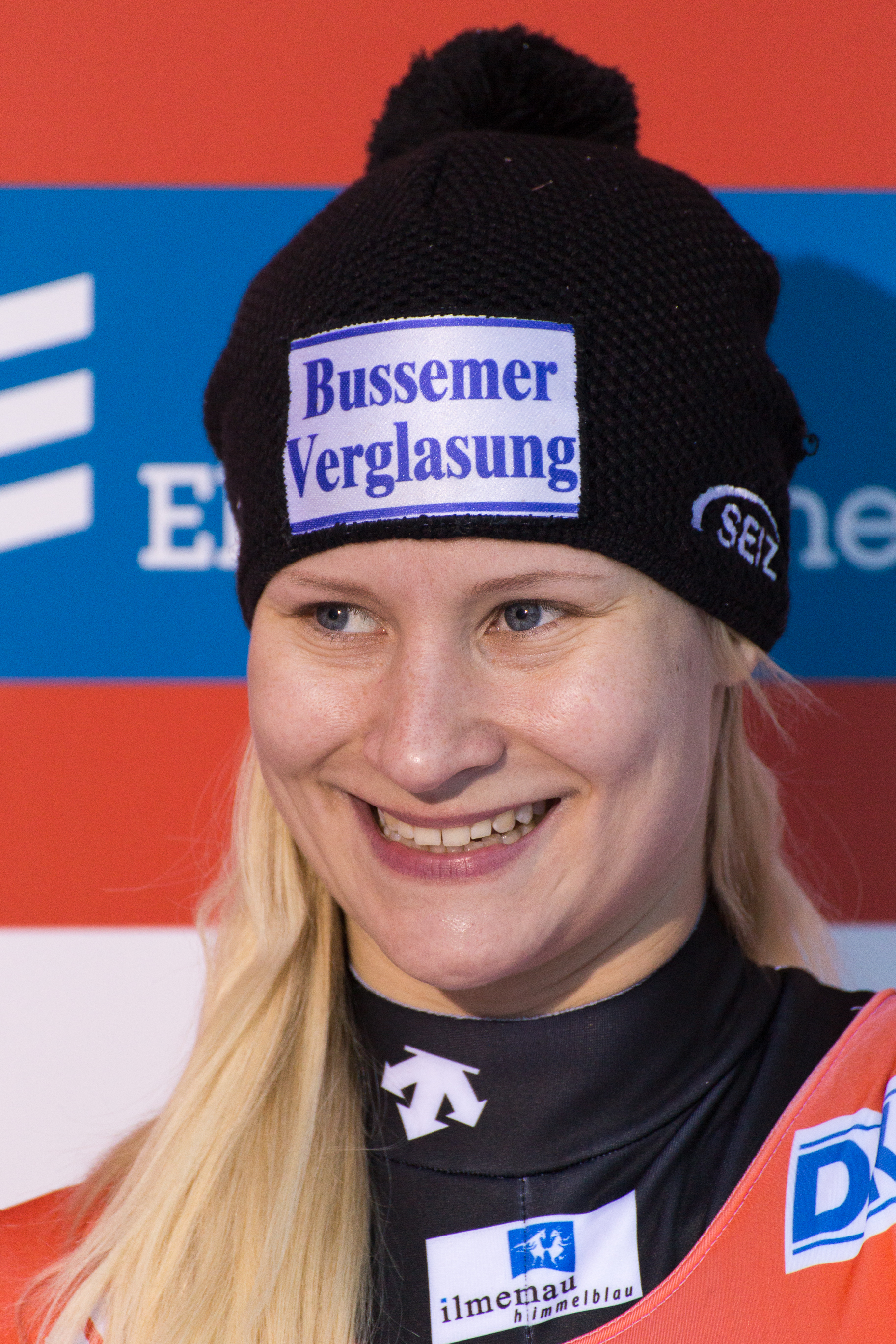
Dajana Eitberger
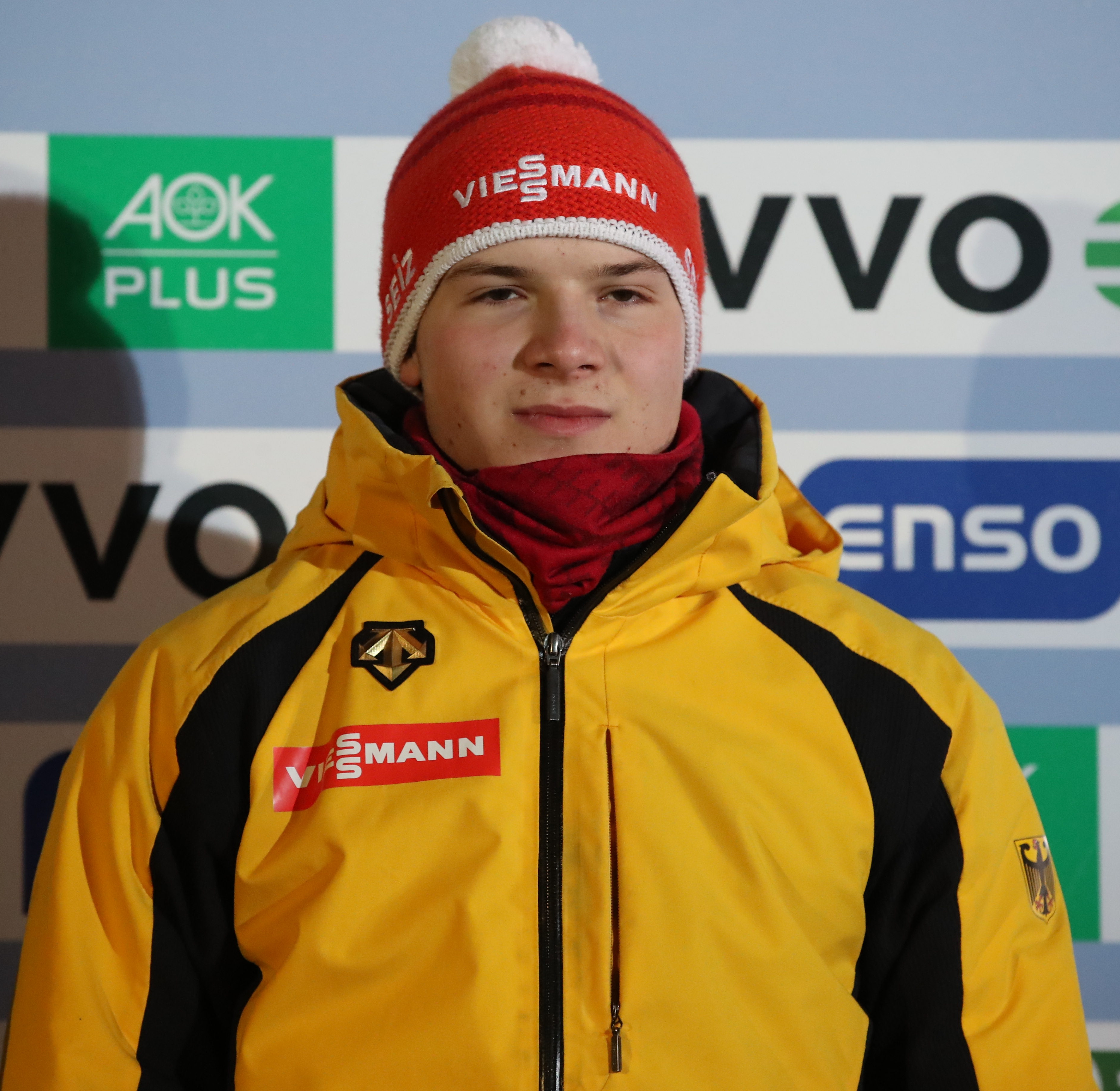
Jakob Jannusch
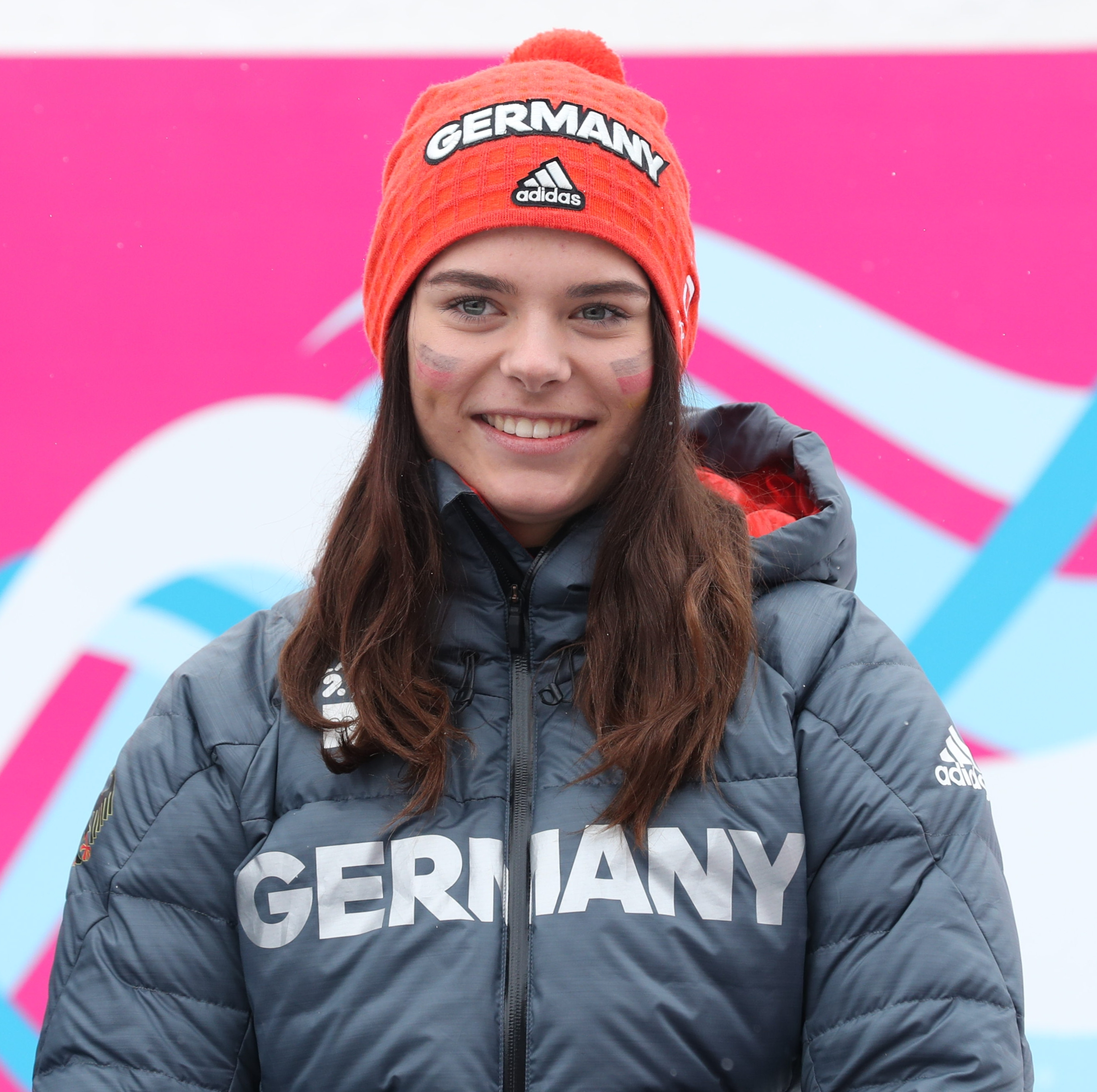
Vanessa Schneider

## Ergebnisse

### Altersklasse Elite/Junioren

#### Männer

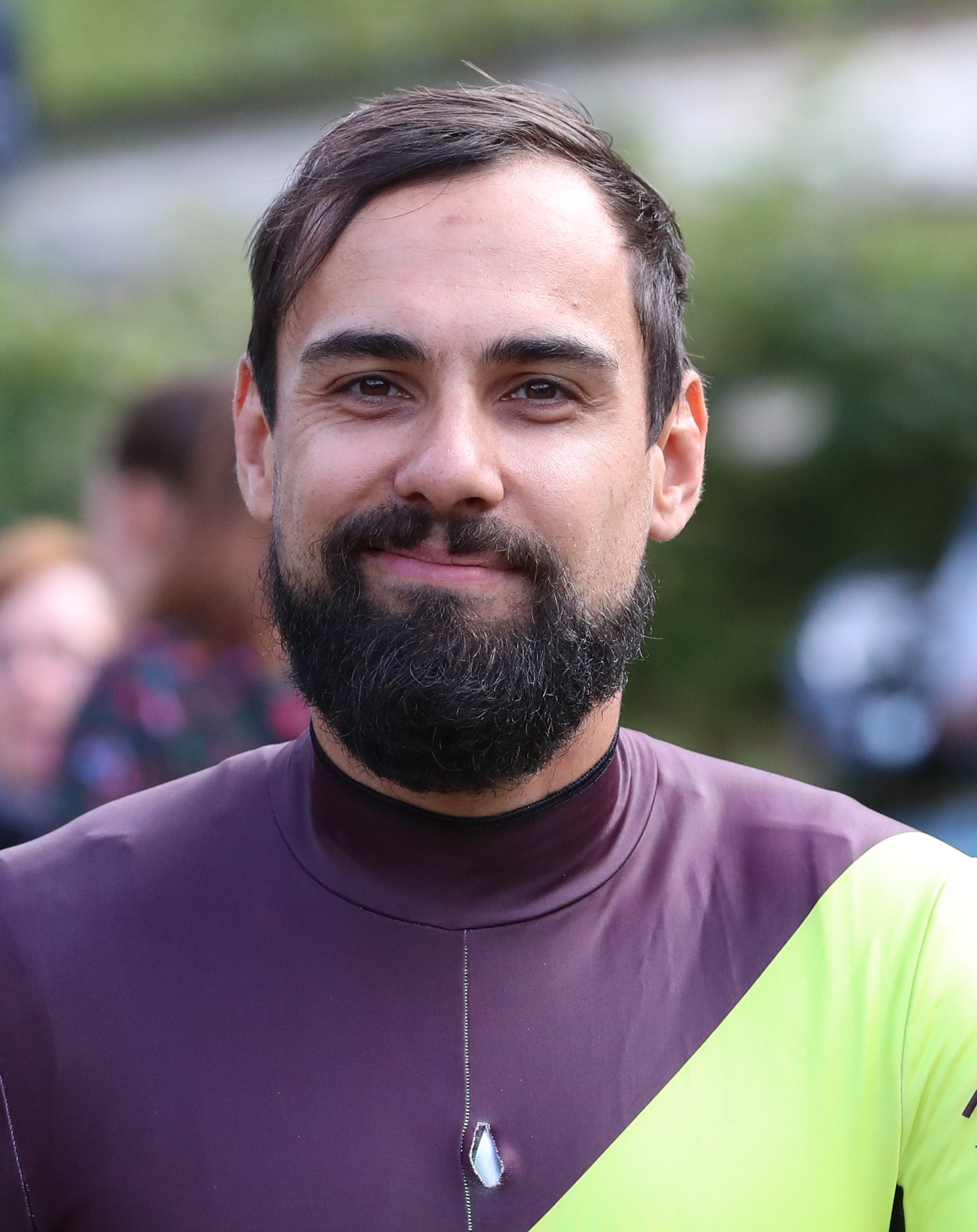
Andi Langenhan

| Platz | Sportler             | Laufzeit 1    | Laufzeit 2    | Laufzeit 3    | Endzeit          |
| ----- | -------------------- | ------------- | ------------- | ------------- | ---------------- |
| 1     | Andi Langenhan       | 20,517 s (2)  | 20,442 s (2)  | 20,311 s (1)  | 1:01,270 Minuten |
| 2     | Sascha Benecken      | 20,379 s (1)  | 20,417 s (1)  | 20,543 s (2)  | 1:01,339 Minuten |
| 3     | Sebastian Bley       | 20,532 s (3)  | 20,614 s (6)  | 20,690 s (6)  | 1:01,836 Minuten |
| 4     | Toni Gräfe           | 20,554 s (4)  | 20,606 s (4)  | 20,695 s (7)  | 1:01,885 Minuten |
| 5     | Florian Löffler      | 20,765 s (8)  | 20,509 s (3)  | 20,688 s (5)  | 1:01,962 Minuten |
| 6     | Wojciech Chmielewski | 20,711 s (7)  | 20,629 s (7)  | 20,641 s (4)  | 1:01,981 Minuten |
| 7     | Max Langenhan        | 20,696 s (6)  | 20,762 s (11) | 20,561 s (3)  | 1:02,019 Minuten |
| 8     | Marek Solčanský      | 20,690 s (5)  | 20,613 s (5)  | 20,735 s (8)  | 1:02,038 Minuten |
| 9     | Maximilian Jung      | 20,986 s (11) | 20,703 s (8)  | 20,790 s (9)  | 1:02,749 Minuten |
| 10    | Kacper Tarnawski     | 20,931 s (10) | 20,751 s (9)  | 20,830 s (11) | 1:02,512 Minuten |
| 11    | Paul Gubitz          | 20,853 s (9)  | 20,761 s (10) | 20,933 s (12) | 1:02,547 Minuten |
| 12    | David Nößler         | 21,021 s (12) | 20,873 s (12) | 20,821 s (10) | 1:02,715 Minuten |

#### Frauen

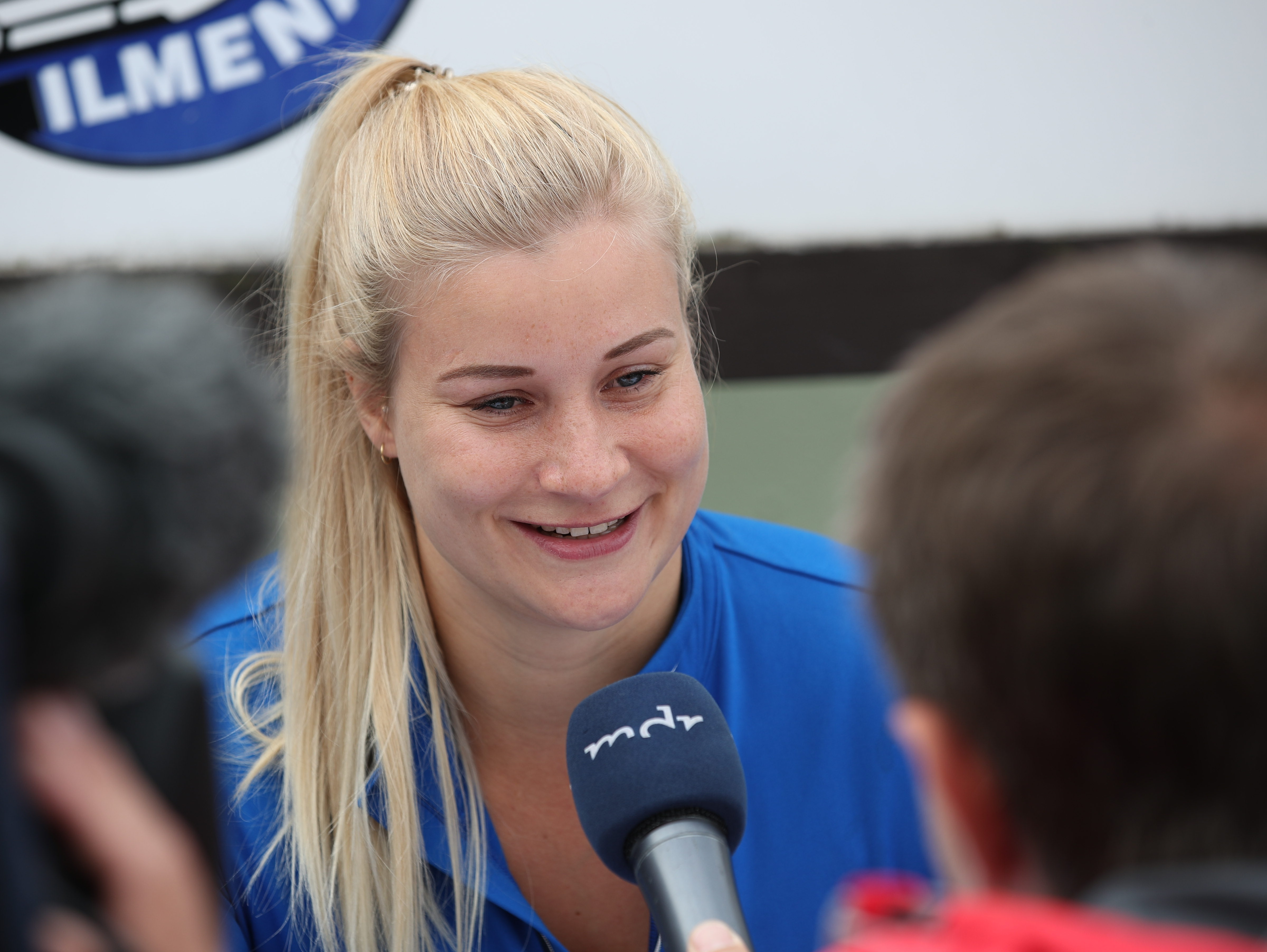
Dajana Eitberger

| Platz | Sportler              | Laufzeit 1   | Laufzeit 2   | Laufzeit 3   | Endzeit          |
| ----- | --------------------- | ------------ | ------------ | ------------ | ---------------- |
| 1     | Dajana Eitberger      | 20,822 s (1) | 20,770 s (1) | 20,900 s (1) | 1:02,492 Minuten |
| 2     | Ewa Kuls              | 21,242 s (5) | 21,051 s (3) | 21,048 s (2) | 1:03,341 Minuten |
| 3     | Natalia Wojtuściszyn  | 21,081 s (3) | 21,232 s (5) | 21,173 s (4) | 1:03,486 Minuten |
| 4     | Tina Alexandra Müller | 21,029 s (2) | 20,976 s (2) | 21,579 s (9) | 1:03,584 Minuten |
| 5     | Antonia Weisemann     | 21,198 s (4) | 21,166 s (4) | 21,256 s (5) | 1:03,620 Minuten |
| 6     | Lisa Schulte          | 21,332 s (6) | 21,248 s (6) | 21,172 s (3) | 1:03,752 Minuten |
| 7     | Anna Saulīte          | 21,427 s (7) | 21,386 s (7) | 21,452 s (8) | 1:04,265 Minuten |
| 8     | Klaudia Domaradzka    | 21,468 s (8) | 21,491 s (8) | 21,395 s (6) | 1:04,354 Minuten |
| 9     | Natalia Jamróz        | 21,670 s (9) | 21,514 s (9) | 21,445 s (7) | 1:04,629 Minuten |

### Altersklasse Jugend A

#### Männlich

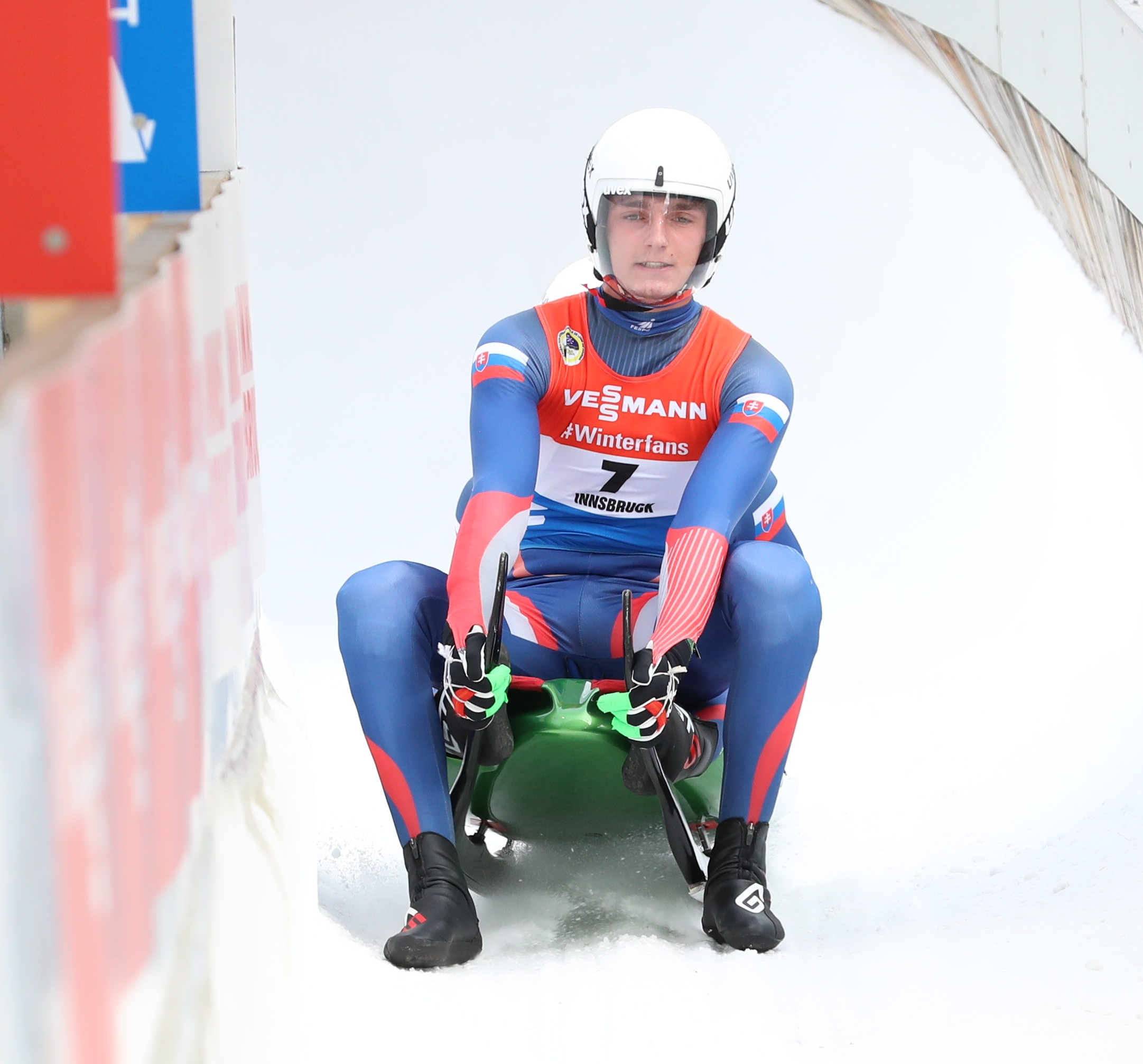
Tomáš Vaverčák

| Platz | Sportler         | Laufzeit 1    | Laufzeit 2    | Laufzeit 3    | Endzeit          |
| ----- | ---------------- | ------------- | ------------- | ------------- | ---------------- |
| 1     | Tomáš Vaverčák   | 20,209 s (1)  | 20,229 s (1)  | 20,342 s (1)  | 1:00,780 Minuten |
| 2     | Michal Lopanič   | 20,363 s (2)  | 20,270 s (2)  | 20,364 s (2)  | 1:00,997 Minuten |
| 3     | Mick Steittmann  | 20,576 s (5)  | 20,457 s (3)  | 20,397 s (3)  | 1:01,430 Minuten |
| 4     | Juri Gatt        | 20,542 s (3)  | 20,595 s (4)  | 20,609 s (5)  | 1:01,746 Minuten |
| 5     | Valentin Steudte | 20,567 s (4)  | 20,648 s (7)  | 20,600 s (4)  | 1:01,815 Minuten |
| 6     | Jozef Hušla      | 20,715 s (6)  | 20,661 s (10) | 20,639 s (6)  | 1:02,015 Minuten |
| 7     | Martin Nankov    | 20,731 s (9)  | 20,621 s (6)  | 20,683 s (8)  | 1:02,035 Minuten |
| 8     | Riccardo Schöpf  | 20,780 s (11) | 20,612 s (5)  | 20,699 s (9)  | 1:02,091 Minuten |
| 9     | Moritz Jäger     | 20,788 s (12) | 20,651 s (8)  | 20,677 s (7)  | 1:02,116 Minuten |
| 10    | Kristián Kováč   | 20,808 s (13) | 20,748 s (11) | 20,814 s (13) | 1:02,370 Minuten |
| 11    | Lionel Truthan   | 20,719 s (8)  | 20,771 s (13) | 20,936 s (15) | 1:02,426 Minuten |
| 12    | Benjamin Engel   | 20,760 s (10) | 20,818 s (15) | 20,849 s (14) | 1:02,427 Minuten |
| 13    | Kassian Schwarz  | 20,931 s (16) | 20,810 s (14) | 20,781 s (11) | 1:02,522 Minuten |
| 14    | Marcin Kiełbasa  | 21,075 s (17) | 20,758 s (12) | 20,702 s (10) | 1:02,535 Minuten |
| 15    | Paul Hepper      | 20,866 s (14) | 20,660 s (9)  | 21,100 s (18) | 1:02,626 Minuten |
| 16    | Jakub Karaś      | 20,903 s (15) | 21,112 s (17) | 20,788 s (12) | 1:02,803 Minuten |
| 17    | Mateusz Karaś    | 20,717 s (7)  | 21,046 s (16) | 21,059 s (17) | 1:02,822 Minuten |
| 16    | Marcel Tagwerker | 21,608 s (18) | 21,215 s (18) | 20,971 s (16) | 1:03,794 Minuten |

#### Weiblich

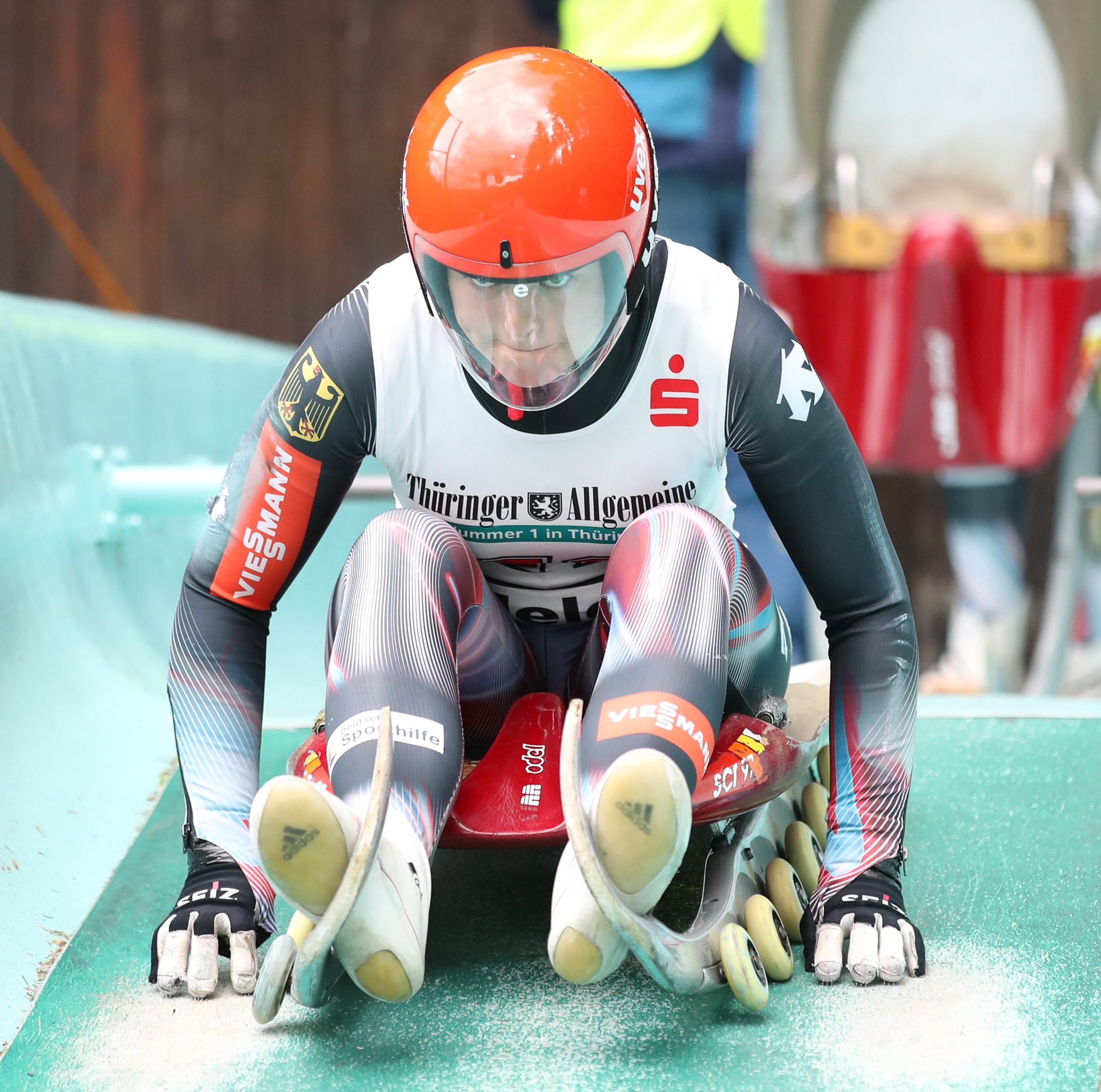
Vanessa Schneider

| Platz | Sportler               | Laufzeit 1    | Laufzeit 2    | Laufzeit 3    | Endzeit          |
| ----- | ---------------------- | ------------- | ------------- | ------------- | ---------------- |
| 1     | Vanessa Schneider      | 20,612 s (1)  | 20,651 s (1)  | 20,720 s (3)  | 1:01,983 Minuten |
| 2     | Merle Fräbel           | 20,706 s (2)  | 20,849 s (4)  | 20,711 s (1)  | 1:02,266 Minuten |
| 3     | Selina-Marie Weißbrodt | 20,800 s (3)  | 20,815 s (3)  | 20,719 s (2)  | 1:02,334 Minuten |
| 4     | Viktoria Seidler       | 20,928 s (4)  | 20,757 s (2)  | 20,770 s (4)  | 1:02,455 Minuten |
| 5     | Selina Egle            | 20,992 s (5)  | 20,941 s (5)  | 21,080 s (6)  | 1:03,013 Minuten |
| 6     | Lisa Lerch             | 21,157 s (6)  | 21,085 s (8)  | 21,036 s (5)  | 1:03,278 Minuten |
| 7     | Natalia Wojnarowska    | 21,162 s (7)  | 20,971 s (6)  | 21,526 s (9)  | 1:03,659 Minuten |
| 8     | Lara Kipp              | 21,318 s (10) | 21,008 s (7)  | 21,480 s (8)  | 1:03,506 Minuten |
| 9     | Anna Bryk              | 21,370 s (11) | 21,277 s (10) | 21,187 s (7)  | 1:03,834 Minuten |
| 10    | Madlen Loß             | 21,285 s (8)  | 21,136 s (9)  | 21,588 s (10) | 1:04,009 Minuten |
| DNF   | Patrycja Karaś         | 21,305 s (9)  | 21,289 s (11) | DNS           |                  |